# Skilanglauf-Weltcup 1999/2000
Der Skilanglauf-Weltcup 1999/2000 begann am 27. November 1999 in Kiruna und endete am 19. März 2000 in Bormio.
Den Sieg in der Weltcupgesamtwertung bei den Herren sicherte sich der deutschstämmige Spanier Johann Mühlegg mit großem Vorsprung vor dem Finnen Jari Isometsä. Den Dritten Platz belegte Odd-Bjørn Hjelmeset aus Norwegen. Es war der erste Sieg für Spanien seit der ersten Austragung des Skilanglauf-Weltcups. Mühlegg gewann ebenfalls den Disziplinenweltcup über die Langdistanzen, die Wettkämpfe ab 30 Kilometer umfassten. Platz zwei ging in dieser Wertung an den Russen Michail Iwanow vor dem Österreicher Michail Botwinow. Den Sieg in der Wertung der Mitteldistanzen, die Rennen von 10 Kilometern bis 15 Kilometern berücksichtigte, sicherte sich Jari Isometsä vor Mühlegg und dem Schweden Per Elofsson. Der Sprintweltcup wurde von den norwegischen Herren dominiert. Hier gewann Morten Brørs vor seinen Landsmännern Odd-Bjørn Hjelmeset und Håvard Solbakken die kleine Kristallkugel.
Während Mühlegg schon vor dem Weltcupfinale im italienischen Bormio als Sieger feststand, wurde die Damenkonkurrenz erst im letzten Rennen entschieden. Die norwegische Titelverteidigerin Bente Martinsen musste Mitte der Saison einige schlechtere Resultate außerhalb der Top Ten in Kauf nehmen, während sich ihre schärfste Konkurrentin, die Estin Kristina Šmigun, mit stetigen Platzierungen unter den besten Fünf einen deutlichen Vorsprung in der Weltcupwertung erlaufen konnte. Erst gegen Ende der Saison wendete sich das Blatt und Martinsen konnte mit zwei Siegen und zwei zweiten Plätzen zu Šmigun aufschließen. Im vorletzten Rennen übernahm sie mit einem Sieg die Führung in der Gesamtwertung. Der sechste Platz im letzten Saisonrennen reichte Šmigun nicht, um Martinsen, die den achten Platz belegte, wieder von der Spitze zu verdrängen. Martinsen gewann die Gesamtwertung zum zweiten Mal nach 1999 mit einem Vorsprung von 11 Punkten auf Šmigun. Den dritten Platz belegte die Russin Larissa Lasutina, die sich den Langdistanzweltcup, der bei den Damen die Wettkämpfe ab 15 Kilometern Länge umfasste, vor Šmigun und ihrer russischen Landsfrau Olga Danilowa sicherte. Šmigun gewann die kleine Kristallkugel in der Wertung der Mitteldistanzrennen, zu denen alle Rennen von 5 Kilometern bis 10 Kilometern gezählt wurden, vor der Italienerin Stefania Belmondo und Lasutina. Den Sieg im Sprintweltcup sicherte sich Martinsen vor ihrer Landsfrau Anita Moen und Šmigun.
Den Nationencup gewann Norwegen vor Russland und Italien. Während die Damenwertung souverän von Russland gewonnen wurde, sicherte sich Norwegen auch den Sieg bei den Herren.
Zum ersten Mal in der Geschichte des Skilanglauf-Weltcups hatte es keine Streichresultate gegeben. Allerdings wurden bereits in der Folgesaison wieder Streichresultate eingeführt.

## Männer

### Podestplätze
| Datum      | Austragungsort         | Disziplin                   | Sieger                                                                      | Zweiter                                                                      | Dritter                                                                       | Gelbes Trikot       |
| ---------- | ---------------------- | --------------------------- | --------------------------------------------------------------------------- | ---------------------------------------------------------------------------- | ----------------------------------------------------------------------------- | ------------------- |
| 27.11.1999 | Kiruna                 | 10 km klassisch             | Odd-Bjørn Hjelmeset                                                         | Thomas Alsgaard                                                              | Ivan Batory                                                                   | Odd-Bjørn Hjelmeset |
| 28.11.1999 | Kiruna                 | 4 × 10 km Staffel Freistil  | Italien IFulvio Valbusa Maurizio Pozzi Fabio Maj Silvio Fauner              | Norwegen IEspen Bjervig Kristen Skjeldal Thomas Alsgaard Tor Arne Hetland    | ÖsterreichAlexander Marent Michail Botwinow Achim Walcher Gerhard Urain       | Odd-Bjørn Hjelmeset |
| 08.12.1999 | Asiago                 | Teamsprint Freistil         | DeutschlandTobias Angerer Peter Schlickenrieder                             | NorwegenFrode Estil Tore Bjonviken                                           | ItalienGiorgio Di Centa Cristian Zorzi                                        | Odd-Bjørn Hjelmeset |
| 10.12.1999 | Sappada                | 15 km Freistil              | Johann Mühlegg                                                              | Stephan Kunz                                                                 | Christian Hoffmann                                                            | Thomas Alsgaard     |
| 11.12.1999 | Sappada                | 15 km Skiathlon             | Thomas Alsgaard                                                             | Espen Bjervig                                                                | Stephan Kunz                                                                  | Thomas Alsgaard     |
| 18.12.1999 | Davos                  | 30 km klassisch             | Frode Estil                                                                 | Espen Bjervig                                                                | Niklas Jonsson                                                                | Thomas Alsgaard     |
| 19.12.1999 | Davos                  | 4 × 10 km Staffel klassisch | Norwegen IOdd-Bjørn Hjelmeset Erling Jevne Espen Bjervig Frode Estil        | SchwedenHåkan Nordbäck Niklas Jonsson Mathias Fredriksson Urban Lindgren     | FinnlandJanne Immonen Mika Myllylä Harri Kirvesniemi Jari Isometsä            | Thomas Alsgaard     |
| 27.12.1999 | Engelberg              | Sprint klassisch            | Fabio Maj                                                                   | Espen Bjervig                                                                | Odd-Bjørn Hjelmeset                                                           | Espen Bjervig       |
| 28.12.1999 | Garmisch-Partenkirchen | Sprint Freistil             | Peter Schlickenrieder                                                       | Håvard Solbakken                                                             | Martin Koukal                                                                 | Espen Bjervig       |
| 29.12.1999 | Kitzbühel              | Sprint Freistil             | Morten Brørs                                                                | Håvard Solbakken                                                             | Haavard Bjerkeli                                                              | Espen Bjervig       |
| 09.01.2000 | Moskau                 | 30 km Freistil              | Johann Mühlegg                                                              | Thomas Alsgaard                                                              | Stephan Kunz                                                                  | Thomas Alsgaard     |
| 12.01.2000 | Nové Město             | 15 km klassisch             | Thomas Alsgaard                                                             | Johann Mühlegg                                                               | Harri Kirvesniemi                                                             | Thomas Alsgaard     |
| 13.01.2000 | Nové Město             | 4 × 10 km Staffel           | Norwegen IOdd-Bjørn Hjelmeset Erling Jevne Kristen Skjeldal Thomas Alsgaard | ÖsterreichAlexander Marent Michail Botwinow Achim Walcher Christian Hoffmann | Russland IWitali Denissow Michail Iwanow Wladimir Wilissow Alexei Prokurorow  | Thomas Alsgaard     |
| 02.02.2000 | Trondheim              | 10 km Freistil              | Mika Myllylä                                                                | Per Elofsson                                                                 | Pietro Piller Cottrer                                                         | Thomas Alsgaard     |
| 05.02.2000 | Lillehammer            | 20 km Skiathlon             | Jari Isometsä                                                               | Johann Mühlegg                                                               | Michail Botwinow                                                              | Johann Mühlegg      |
| 16.02.2000 | Ulrichen               | 10 km Freistil              | Jari Isometsä                                                               | Per Elofsson                                                                 | René Sommerfeldt                                                              | Johann Mühlegg      |
| 20.02.2000 | Lamoura-Mouthe         | 72 km Freistil Massenstart  | Johann Mühlegg                                                              | Per Elofsson                                                                 | Juan Jesús Gutiérrez                                                          | Johann Mühlegg      |
| 26.02.2000 | Falun                  | 15 km Freistil              | Johann Mühlegg                                                              | Jari Isometsä                                                                | Pietro Piller Cottrer                                                         | Johann Mühlegg      |
| 27.02.2000 | Falun                  | 4 × 10 km Staffel Freistil  | Italien IFulvio Valbusa Fabio Maj Pietro Piller Cottrer Cristian Zorzi      | RusslandWitali Denissow Nikolai Bolschakow Michail Iwanow Wladimir Wilissow  | ÖsterreichGerhard Urain Michail Botwinow Achim Walcher Christian Hoffmann     | Johann Mühlegg      |
| 28.02.2000 | Stockholm              | Sprint klassisch            | Odd-Bjørn Hjelmeset                                                         | Tore Bjonviken                                                               | Håvard Solbakken                                                              | Johann Mühlegg      |
| 03.03.2000 | Lahti                  | Sprint Freistil             | Cristian Zorzi                                                              | Morten Brørs                                                                 | Silvio Fauner                                                                 | Johann Mühlegg      |
| 04.03.2000 | Lahti                  | 30 km klassisch Massenstart | Michail Iwanow                                                              | Fabio Maj                                                                    | Wladimir Wilissow                                                             | Johann Mühlegg      |
| 05.03.2000 | Lahti                  | 4 × 10 km Staffel           | ÖsterreichGerhard Urain Michail Botwinow Achim Walcher Christian Hoffmann   | FinnlandJanne Immonen Harri Kirvesniemi Teemu Kattilakoski Sami Repo         | Russland IWitali Denissow Michail Iwanow Nikolai Bolschakow Wladimir Wilissow | Johann Mühlegg      |
| 08.03.2000 | Oslo                   | Sprint klassisch            | Odd-Bjørn Hjelmeset                                                         | Jens Arne Svartedal                                                          | Trond Iversen                                                                 | Johann Mühlegg      |
| 11.03.2000 | Oslo                   | 50 km klassisch             | Harri Kirvesniemi                                                           | Michail Iwanow                                                               | Michail Botwinow                                                              | Johann Mühlegg      |
| 17.03.2000 | Bormio                 | 10 km klassisch             | Erling Jevne                                                                | Odd-Bjørn Hjelmeset                                                          | Frode Estil                                                                   | Johann Mühlegg      |
| 19.03.2000 | Bormio                 | 15 km Verfolgung Freistil   | Jari Isometsä                                                               | Johann Mühlegg                                                               | Per Elofsson                                                                  | Johann Mühlegg      |

### Verlauf Disziplinweltcups

#### Sprint
| Datum      | Ort                    | Disziplin        | Rennsieger            | Gesamtführender (1) |
| ---------- | ---------------------- | ---------------- | --------------------- | ------------------- |
| 27.12.1999 | Engelberg              | Sprint klassisch | Fabio Maj             | Fabio Maj           |
| 28.12.1999 | Garmisch-Partenkirchen | Sprint Freistil  | Peter Schlickenrieder | Fabio Maj           |
| 29.12.1999 | Kitzbühel              | Sprint Freistil  | Morten Brørs          | Morten Brørs        |
| 28.02.2000 | Stockholm              | Sprint klassisch | Odd-Bjørn Hjelmeset   | Håvard Solbakken    |
| 03.03.2000 | Lahti                  | Sprint Freistil  | Cristian Zorzi        | Morten Brørs        |
| 08.03.2000 | Oslo                   | Sprint klassisch | Odd-Bjørn Hjelmeset   | Morten Brørs        |

#### Mitteldistanz
| Datum      | Ort         | Disziplin                 | Rennsieger          | Gesamtführender (1) |
| ---------- | ----------- | ------------------------- | ------------------- | ------------------- |
| 27.11.1999 | Kiruna      | 10 km klassisch           | Odd-Bjørn Hjelmeset | Odd-Bjørn Hjelmeset |
| 10.12.1999 | Sappada     | 15 km Freistil            | Johann Mühlegg      | Thomas Alsgaard     |
| 11.12.1999 | Sappada     | 15 km Skiathlon           | Thomas Alsgaard     | Thomas Alsgaard     |
| 12.01.2000 | Nové Město  | 15 km klassisch           | Thomas Alsgaard     | Thomas Alsgaard     |
| 02.02.2000 | Trondheim   | 10 km Freistil            | Mika Myllylä        | Thomas Alsgaard     |
| 05.02.2000 | Lillehammer | 20 km Skiathlon           | Jari Isometsä       | Johann Mühlegg      |
| 16.02.2000 | Ulrichen    | 10 km Freistil            | Jari Isometsä       | Johann Mühlegg      |
| 26.02.2000 | Falun       | 15 km Freistil            | Johann Mühlegg      | Johann Mühlegg      |
| 17.03.2000 | Bormio      | 10 km klassisch           | Erling Jevne        | Johann Mühlegg      |
| 19.03.2000 | Bormio      | 15 km Verfolgung Freistil | Jari Isometsä       | Jari Isometsä       |

#### Langdistanz
| Datum      | Ort            | Disziplin                   | Rennsieger        | Gesamtführender (1) |
| ---------- | -------------- | --------------------------- | ----------------- | ------------------- |
| 18.12.1999 | Davos          | 30 km klassisch             | Frode Estil       | Frode Estil         |
| 09.01.2000 | Moskau         | 30 km Freistil              | Johann Mühlegg    | Johann Mühlegg      |
| 20.02.2000 | Lamoura-Mouthe | 72 km Freistil Massenstart  | Johann Mühlegg    | Johann Mühlegg      |
| 04.03.2000 | Lahti          | 30 km klassisch Massenstart | Michail Iwanow    | Johann Mühlegg      |
| 11.03.2000 | Oslo           | 50 km klassisch             | Harri Kirvesniemi | Johann Mühlegg      |

### Wertungen
| Rang | Name                  | Punkte |
| ---- | --------------------- | ------ |
| 1    | Johann Mühlegg        | 948    |
| 2    | Jari Isometsä         | 708    |
| 3    | Odd-Bjørn Hjelmeset   | 586    |
| 4    | Per Elofsson          | 536    |
| 5    | Thomas Alsgaard       | 461    |
| 6    | Fabio Maj             | 401    |
| 7    | Stephan Kunz          | 378    |
| 8    | Espen Bjervig         | 371    |
| 9    | Michail Botwinow      | 362    |
| 10   | Cristian Zorzi        | 359    |
| 11   | Morten Brørs          | 353    |
| 12   | Frode Estil           | 324    |
| 13   | René Sommerfeldt      | 310    |
| 14   | Harri Kirvesniemi     | 297    |
| 15   | Michail Iwanow        | 283    |
| 16   | Erling Jevne          | 273    |
| 17   | Sami Repo             | 270    |
| 18   | Tor Arne Hetland      | 268    |
| 19   | Ivan Bátory           | 265    |
| 20   | Christian Hoffmann    | 264    |
| 21   | Kristen Skjeldal      | 260    |
| 22   | Håvard Solbakken      | 256    |
| 23   | Pietro Piller Cottrer | 253    |
| 24   | Mathias Fredriksson   | 250    |
| 25   | Wladimir Wilissow     | 248    |
| 26   | Silvio Fauner         | 234    |
| 27   | Niklas Jonsson        | 223    |
| 28   | Janne Immonen         | 218    |
| 29   | Achim Walcher         | 200    |
| 30   | Freddy Schwienbacher  | 194    |
| 31   | Vincent Vittoz        | 193    |
| 32   | Witali Denissow       | 182    |
| 33   | Fulvio Valbusa        | 180    |
| 34   | Håkan Nordbäck        | 175    |
| 35   | Urban Lindgren        | 165    |
| 36   | Alexei Prokurorow     | 165    |
| 37   | Håvard Bjerkeli       | 159    |
| 38   | Tore Bjonviken        | 153    |
| 39   | Mika Myllylä          | 149    |
| 40   | Peter Schlickenrieder | 144    |
| 41   | Morgan Göransson      | 133    |
| 42   | Magnus Ingesson       | 124    |

| Rang | Name                    | Punkte |
| ---- | ----------------------- | ------ |
| 43   | Andrus Veerpalu         | 117    |
| 44   | Mitsuo Horigome         | 111    |
| 45   | Nikolai Bolschakow      | 108    |
| 46   | Giorgio Di Centa        | 105    |
| 47   | Jaak Mae                | 104    |
| 48   | Juan Jesús Gutiérrez    | 96     |
| 49   | Krister Sørgård         | 94     |
| 50   | Martin Koukal           | 90     |
| 51   | Anders Aukland          | 89     |
| 52   | Jens Arne Svartedal     | 80     |
| 53   | Martin Bajčičák         | 78     |
| 54   | Egil Kristiansen        | 77     |
| 55   | Gerhard Urain           | 77     |
| 56   | Ari Palolahti           | 76     |
| 57   | Axel Teichmann          | 66     |
| 58   | Rune Torseth            | 66     |
| 59   | Markus Hasler           | 64     |
| 60   | Trond Iversen           | 60     |
| 61   | Lukáš Bauer             | 58     |
| 62   | Jörgen Brink            | 58     |
| 63   | Pavo Raudsepp           | 57     |
| 64   | Marc Mayer              | 51     |
| 65   | Reto Burgermeister      | 50     |
| 66   | Teemu Kattilakoski      | 50     |
| 67   | Maurizio Pozzi          | 50     |
| 68   | Anders Eide             | 48     |
| 69   | Patrick Rölli           | 43     |
| 70   | Bruno Carrara           | 41     |
| 71   | Vitali Raznitsyn        | 41     |
| 72   | Alexander Marent        | 33     |
| 73   | Thobias Fredriksson     | 31     |
| 74   | Mikael Östberg          | 31     |
| 75   | Thoralf Heimdal         | 29     |
| 76   | Janko Neuber            | 27     |
| 77   | Tore Olsen              | 27     |
| 78   | Karl Gunnar Skjønsfjell | 24     |
| 79   | Markus Gandler          | 23     |
| 80   | Daniel Johansson        | 23     |
| 81   | Christoph Sumann        | 23     |
| 82   | Øystein Andersen        | 22     |
| 83   | Klaus Mariotti Dordi    | 22     |
| 84   | Reinhard Neuner         | 20     |

| Rang | Name                  | Punkte |
| ---- | --------------------- | ------ |
| 85   | Wassili Rotschew      | 20     |
| 86   | Wladimir Legotin      | 18     |
| 87   | Matej Soklič          | 17     |
| 88   | Gion Andrea Bundi     | 16     |
| 89   | Karri Hietamäki       | 16     |
| 90   | Dmitri Tischkin       | 16     |
| 91   | Krister Trondsen      | 16     |
| 92   | Marcus Nash           | 15     |
| 93   | Arne Christoffer Sand | 14     |
| 94   | Petri Ylönen          | 14     |
| 95   | Marko Kinnunen        | 13     |
| 96   | Staffan Larsson       | 13     |
| 97   | Sjarhej Dalidowitsch  | 12     |
| 98   | Konstantin Gostiaev   | 12     |
| 99   | Patrick Rémy          | 12     |
| 100  | Anders Södergren      | 12     |
| 101  | Remi Andersen         | 11     |
| 102  | Sami Saari            | 11     |
| 103  | Björn Lind            | 10     |
| 104  | Gilles Marguet        | 10     |
| 105  | Ove Erik Tronvoll     | 10     |
| 106  | Sergei Krjanin        | 9      |
| 107  | Raul Olle             | 8      |
| 108  | Hannu Riipinen        | 8      |
| 109  | Keijo Kurttila        | 7      |
| 110  | Kuisma Taipale        | 7      |
| 111  | Fabio Santus          | 6      |
| 112  | Wilhelm Aschwanden    | 5      |
| 113  | Lilian Gaillard       | 5      |
| 114  | Peter Göransson       | 4      |
| 115  | Jari Kalliokoski      | 4      |
| 116  | Roger Mohaugen        | 4      |
| 117  | Faustino Bordiga      | 3      |
| 118  | Frode Jermstad        | 3      |
| 119  | Jari Kuhno            | 2      |
| 120  | Ričardas Panavas      | 2      |
| 121  | Yann Vallet           | 2      |
| 122  | Stephane Gallin       | 1      |
| 123  | Dirk Klessen          | 1      |
| 124  | Hans Leithe           | 1      |
| 125  | Justin Wadsworth      | 1      |

| Rang | Name                | Punkte |
| ---- | ------------------- | ------ |
| 1    | Morten Brørs        | 349    |
| 2    | Odd-Bjørn Hjelmeset | 268    |
| 3    | Håvard Solbakken    | 239    |
| 4    | Tor Arne Hetland    | 193    |
| 5    | Cristian Zorzi      | 160    |
| 6    | Haavard Bjerkeli    | 159    |
| 7    | Mathias Fredriksson | 152    |
| 8    | Silvio Fauner       | 140    |
| 9    | Fabio Maj           | 140    |
| 9    | Espen Bjervig       | 140    |

| Rang | Name                | Punkte |
| ---- | ------------------- | ------ |
| 1    | Jari Isometsä       | 596    |
| 2    | Johann Mühlegg      | 592    |
| 3    | Per Elofsson        | 350    |
| 4    | Thomas Alsgaard     | 336    |
| 5    | Odd-Bjørn Hjelmeset | 245    |
| 6    | Stephan Kunz        | 231    |
| 7    | Christian Hoffmann  | 205    |
| 8    | Cristian Zorzi      | 199    |
| 9    | Janne Immonen       | 197    |
| 10   | Erling Jevne        | 194    |

| Rang | Name              | Punkte |
| ---- | ----------------- | ------ |
| 1    | Johann Mühlegg    | 315    |
| 2    | Michail Iwanow    | 198    |
| 3    | Michail Botwinow  | 183    |
| 4    | Per Elofsson      | 170    |
| 5    | Harri Kirvesniemi | 160    |
| 6    | Frode Estil       | 141    |
| 7    | Fabio Maj         | 130    |
| 8    | Thomas Alsgaard   | 125    |
| 8    | Wladimir Wilissow | 125    |
| 10   | Niklas Jonsson    | 105    |

## Frauen

### Podestplätze
| Datum      | Austragungsort         | Disziplin                   | Sieger                                                                       | Zweiter                                                                                   | Dritter                                                                              | Gelbes Trikot    |
| ---------- | ---------------------- | --------------------------- | ---------------------------------------------------------------------------- | ----------------------------------------------------------------------------------------- | ------------------------------------------------------------------------------------ | ---------------- |
| 27.11.1999 | Kiruna                 | 5 km klassisch              | Bente Martinsen                                                              | Anita Moen                                                                                | Kristina Šmigun                                                                      | Bente Martinsen  |
| 28.11.1999 | Kiruna                 | 4 × 5 km Staffel Freistil   | Russland ILjubow Jegorowa Irina Skladnewa Anfissa Reszowa Julija Tschepalowa | Russland IISwetlana Nageikina Olga Danilowa Larissa Lasutina Nina Gawriljuk               | NorwegenBente Martinsen Elin Nilsen Hilde Gjermundshaug Pedersen Anita Moen          | Bente Martinsen  |
| 08.12.1999 | Asiago                 | Teamsprint Freistil         | NorwegenAnita Moen Bente Martinsen                                           | ItalienKarin Moroder Stefania Belmondo                                                    | RusslandIrina Skladnewa Julija Tschepalowa                                           | Bente Martinsen  |
| 10.12.1999 | Sappada                | 10 km Freistil              | Kristina Šmigun                                                              | Larissa Lasutina                                                                          | Julija Tschepalowa                                                                   | Kristina Šmigun  |
| 12.12.1999 | Sappada                | 12,5 km Skiathlon           | Larissa Lasutina                                                             | Nina Gawriljuk                                                                            | Olga Danilowa                                                                        | Larissa Lasutina |
| 18.12.1999 | Davos                  | 15 km klassisch             | Olga Danilowa                                                                | Larissa Lasutina                                                                          | Bente Martinsen                                                                      | Larissa Lasutina |
| 19.12.1999 | Davos                  | 4 × 5 km Staffel klassisch  | Russland ISwetlana Nageikina Nina Gawriljuk Larissa Lasutina Olga Danilowa   | Norwegen IAnita Moen Hilde Glomsås Elin Nilsen Bente Martinsen                            | Norwegen IITina Bay Marit Roaldseth Maj Helen Sorkmo Rønnaug Schei                   | Larissa Lasutina |
| 27.12.1999 | Engelberg              | Sprint klassisch            | Nina Gawriljuk                                                               | Anita Moen                                                                                | Swetlana Nageikina                                                                   | Larissa Lasutina |
| 28.12.1999 | Garmisch-Partenkirchen | Sprint Freistil             | Kristina Šmigun                                                              | Bente Martinsen                                                                           | Kateřina Neumannová                                                                  | Bente Martinsen  |
| 29.12.1999 | Kitzbühel              | Sprint Freistil             | Bente Martinsen                                                              | Maj Helen Sorkmo                                                                          | Anita Moen                                                                           | Bente Martinsen  |
| 08.01.2000 | Moskau                 | 15 km Freistil              | Kaisa Varis                                                                  | Kristina Šmigun                                                                           | Nina Gawriljuk                                                                       | Bente Martinsen  |
| 12.01.2000 | Nové Město             | 10 km klassisch             | Larissa Lasutina                                                             | Kristina Šmigun                                                                           | Bente Martinsen                                                                      | Bente Martinsen  |
| 13.01.2000 | Nové Město             | 4 × 5 km Staffel            | Russland IOlga Danilowa Swetlana Nageikina Ljubow Jegorowa Larissa Lasutina  | Russland IIOlga Sawjalowa Nina Gawriljuk Irina Skladnewa Julija Tschepalowa               | Norwegen IAnita Moen Bente Martinsen Elin Nilsen Maj Helen Sorkmo                    | Bente Martinsen  |
| 02.02.2000 | Trondheim              | 5 km Freistil               | Stefania Belmondo                                                            | Nina Gawriljuk                                                                            | Julija Tschepalowa                                                                   | Kristina Šmigun  |
| 05.02.2000 | Lillehammer            | 10 km Skiathlon             | Larissa Lasutina                                                             | Olga Danilowa                                                                             | Swetlana Nageikina                                                                   | Kristina Šmigun  |
| 16.02.2000 | Ulrichen               | 5 km Freistil               | Kristina Šmigun                                                              | Stefania Belmondo                                                                         | Sabina Valbusa                                                                       | Kristina Šmigun  |
| 20.02.2000 | Lamoura–Mouthe         | 44 km Freistil Massenstart  | Stefania Belmondo                                                            | Kristina Šmigun                                                                           | Larissa Lasutina                                                                     | Kristina Šmigun  |
| 26.02.2000 | Falun                  | 10 km Freistil              | Julija Tschepalowa                                                           | Stefania Belmondo                                                                         | Larissa Lasutina                                                                     | Kristina Šmigun  |
| 27.02.2000 | Falun                  | 4 × 5 km Staffel Freistil   | Russland IOlga Danilowa Olga Sawjalowa Larissa Lasutina Julija Tschepalowa   | Russland IILjubow Jegorowa Swetlana Nageikina Irina Skladnewa Nina Gawriljuk              | ItalienGabriella Paruzzi Sabina Valbusa Antonella Confortola Wyatt Stefania Belmondo | Kristina Šmigun  |
| 28.02.2000 | Stockholm              | Sprint klassisch            | Bente Martinsen                                                              | Pirjo Manninen                                                                            | Kati Venäläinen                                                                      | Kristina Šmigun  |
| 03.03.2000 | Lahti                  | Sprint Freistil             | Kristina Šmigun                                                              | Bente Martinsen                                                                           | Kaisa Varis                                                                          | Kristina Šmigun  |
| 04.03.2000 | Lahti                  | 4 × 5 km Staffel            | Russland IOlga Danilowa Nina Gawriljuk Olga Sawjalowa Julija Tschepalowa     | Russland IILjubow Jegorowa Marina Lajskaia Denisova Jekaterina Bojarinowa Irina Skladnewa | ItalienSaskia Santer Gabriella Paruzzi Antonella Confortola Wyatt Sabina Valbusa     | Kristina Šmigun  |
| 05.03.2000 | Lahti                  | 15 km klassisch Massenstart | Larissa Lasutina                                                             | Bente Martinsen                                                                           | Anita Moen                                                                           | Kristina Šmigun  |
| 08.03.2000 | Oslo                   | Sprint klassisch            | Bente Martinsen                                                              | Pirjo Manninen                                                                            | Anita Moen                                                                           | Kristina Šmigun  |
| 11.03.2000 | Oslo                   | 30 km klassisch             | Olga Danilowa                                                                | Larissa Lasutina                                                                          | Kaisa Varis                                                                          | Kristina Šmigun  |
| 17.03.2000 | Bormio                 | 5 km klassisch              | Bente Martinsen                                                              | Olga Danilowa                                                                             | Kaisa Varis                                                                          | Bente Martinsen  |
| 18.03.2000 | Bormio                 | 10 km Verfolgung Freistil   | Julija Tschepalowa                                                           | Stefania Belmondo                                                                         | Kaisa Varis                                                                          | Bente Martinsen  |

### Verlauf Disziplinweltcups

#### Sprint
| Datum      | Ort                    | Disziplin        | Rennsieger      | Gesamtführender (1) |
| ---------- | ---------------------- | ---------------- | --------------- | ------------------- |
| 27.12.1999 | Engelberg              | Sprint klassisch | Nina Gawriljuk  | Nina Gawriljuk      |
| 28.12.1999 | Garmisch-Partenkirchen | Sprint Freistil  | Kristina Šmigun | Anita Moen          |
| 29.12.1999 | Kitzbühel              | Sprint Freistil  | Bente Martinsen | Bente Martinsen     |
| 28.02.2000 | Stockholm              | Sprint klassisch | Bente Martinsen | Bente Martinsen     |
| 03.03.2000 | Lahti                  | Sprint Freistil  | Kristina Šmigun | Bente Martinsen     |
| 08.03.2000 | Oslo                   | Sprint klassisch | Bente Martinsen | Bente Martinsen     |

#### Mitteldistanz
| Datum      | Ort         | Disziplin                 | Rennsieger         | Gesamtführender (1) |
| ---------- | ----------- | ------------------------- | ------------------ | ------------------- |
| 27.11.1999 | Kiruna      | 5 km klassisch            | Bente Martinsen    | Bente Martinsen     |
| 10.12.1999 | Sappada     | 10 km Freistil            | Kristina Šmigun    | Kristina Šmigun     |
| 12.12.1999 | Sappada     | 12,5 km Skiathlon         | Larissa Lasutina   | Larissa Lasutina    |
| 12.01.2000 | Nové Město  | 10 km klassisch           | Larissa Lasutina   | Larissa Lasutina    |
| 02.02.2000 | Trondheim   | 5 km Freistil             | Stefania Belmondo  | Larissa Lasutina    |
| 05.02.2000 | Lillehammer | 10 km Skiathlon           | Larissa Lasutina   | Larissa Lasutina    |
| 16.02.2000 | Ulrichen    | 5 km Freistil             | Kristina Šmigun    | Larissa Lasutina    |
| 26.02.2000 | Falun       | 10 km Freistil            | Julija Tschepalowa | Larissa Lasutina    |
| 17.03.2000 | Bormio      | 5 km klassisch            | Bente Martinsen    | Kristina Šmigun     |
| 18.03.2000 | Bormio      | 10 km Verfolgung Freistil | Julija Tschepalowa | Kristina Šmigun     |

#### Langdistanz
| Datum      | Ort            | Disziplin                   | Rennsieger        | Gesamtführender (1) |
| ---------- | -------------- | --------------------------- | ----------------- | ------------------- |
| 18.12.1999 | Davos          | 15 km klassisch             | Olga Danilowa     | Olga Danilowa       |
| 09.01.2000 | Moskau         | 15 km Freistil              | Kaisa Varis       | Kaisa Varis         |
| 20.02.2000 | Lamoura-Mouthe | 44 km Freistil Massenstart  | Stefania Belmondo | Stefania Belmondo   |
| 05.03.2000 | Lahti          | 15 km klassisch Massenstart | Larissa Lasutina  | Larissa Lasutina    |
| 11.03.2000 | Oslo           | 30 km klassisch             | Olga Danilowa     | Larissa Lasutina    |

### Wertungen
| Rang | Name                         | Punkte |
| ---- | ---------------------------- | ------ |
| 1    | Bente Martinsen              | 1176   |
| 2    | Kristina Šmigun              | 1165   |
| 3    | Larissa Lasutina             | 1008   |
| 4    | Olga Danilowa                | 880    |
| 5    | Nina Gawriljuk               | 857    |
| 6    | Stefania Belmondo            | 820    |
| 7    | Julija Tschepalowa           | 712    |
| 8    | Kaisa Varis                  | 680    |
| 9    | Anita Moen                   | 665    |
| 10   | Swetlana Nageikina           | 548    |
| 11   | Olga Sawjalowa               | 430    |
| 12   | Maj Helen Sorkmo             | 315    |
| 13   | Irina Skladnewa              | 315    |
| 14   | Ljubow Jegorowa              | 310    |
| 15   | Beckie Scott                 | 278    |
| 16   | Hilde Gjermundshaug Pedersen | 262    |
| 17   | Kateřina Neumannová          | 257    |
| 18   | Walentyna Schewtschenko      | 257    |
| 19   | Iryna Terelja                | 252    |
| 20   | Sabina Valbusa               | 249    |
| 21   | Gabriella Paruzzi            | 231    |
| 22   | Pirjo Muranen                | 223    |
| 23   | Elin Nilsen                  | 213    |
| 24   | Kati Sundqvist               | 188    |
| 25   | Maria Theurl-Walcher         | 162    |
| 26   | Manuela Henkel               | 159    |
| 26   | Karine Laurent Philippot     | 159    |
| 28   | Marit Roaldseth              | 157    |
| 29   | Rønnaug Schei                | 150    |
| 30   | Andreja Mali                 | 127    |
| 31   | Antonina Ordina              | 113    |
| 32   | Anfissa Reszowa              | 97     |

| Rang | Name                      | Punkte |
| ---- | ------------------------- | ------ |
| 33   | Tina Bay                  | 96     |
| 34   | Virpi Kuitunen            | 89     |
| 35   | Riikka Sirviö             | 85     |
| 36   | Zuzana Kocumová           | 84     |
| 37   | Lina Andersson            | 83     |
| 38   | Andrea Huber              | 63     |
| 38   | Isabel Klaus              | 63     |
| 40   | Brigitte Albrecht-Loretan | 60     |
| 41   | Sumiko Yokoyama           | 56     |
| 42   | Antonella Confortola      | 51     |
| 43   | Guri Knotten              | 51     |
| 44   | Milla Saari               | 46     |
| 44   | Karin Moroder             | 46     |
| 46   | Katrin Smigun             | 44     |
| 47   | Natasa Lacen              | 42     |
| 48   | Hilde Glomsås             | 38     |
| 49   | Elina Pienimäki           | 37     |
| 49   | Aino-Kaisa Saarinen       | 37     |
| 49   | Evi Sachenbacher          | 37     |
| 52   | Eva Kjerstadmo            | 33     |
| 53   | Anke Reschwamm-Schulze    | 33     |
| 53   | Satu Salonen              | 33     |
| 55   | Viola Bauer               | 28     |
| 56   | Natascia Leonardi         | 27     |
| 57   | Nina Kemppel              | 26     |
| 58   | Annmari Viljanmaa         | 24     |
| 59   | Cristina Paluselli        | 22     |
| 60   | Anita Olsen Katnosa       | 20     |
| 61   | Ine Wigernæs              | 19     |
| 62   | Andrea Senteler           | 18     |
| 63   | Anna Santer               | 17     |
| 64   | Annika Evaldsson          | 15     |

| Rang | Name                    | Punkte |
| ---- | ----------------------- | ------ |
| 65   | Jelena Buruchina        | 14     |
| 66   | Constanze Blum          | 13     |
| 66   | Lucija Larisi           | 13     |
| 66   | Anja Veum               | 13     |
| 69   | Anita Hakala            | 12     |
| 69   | Petra Majdič            | 12     |
| 71   | Kanoko Goto             | 11     |
| 71   | Olga Kamenskaia         | 11     |
| 71   | Claudia Künzel          | 11     |
| 71   | Marina Denissowa        | 11     |
| 71   | Karin Ersson            | 11     |
| 71   | Emilie Öhrstig          | 11     |
| 77   | Arianna Follis          | 10     |
| 77   | Ekaterina Stchastlivaia | 10     |
| 79   | Jaroslava Bukvajová     | 9      |
| 80   | Carin Holmberg          | 7      |
| 80   | Saskia Santer           | 7      |
| 80   | Lilija Wassiljewa       | 7      |
| 83   | Salla Juntunen          | 6      |
| 83   | Petra Letenska          | 6      |
| 83   | Trude Madsen            | 6      |
| 83   | Kamila Rajdlová         | 6      |
| 83   | Ramona Roth             | 6      |
| 83   | Vibeke Skofterud        | 6      |
| 89   | Kathrine Rokke          | 4      |
| 90   | Jaime Fortier           | 3      |
| 90   | Olena Hajassowa         | 3      |
| 90   | Iryna Skripnik          | 3      |
| 90   | Svetlana Zverkova       | 3      |
| 94   | Fumiko Aoki             | 1      |

| Rang | Name                         | Punkte |
| ---- | ---------------------------- | ------ |
| 1    | Bente Martinsen              | 505    |
| 2    | Anita Moen                   | 300    |
| 3    | Kristina Šmigun              | 298    |
| 4    | Nina Gawriljuk               | 205    |
| 5    | Maj Helen Sorkmo             | 192    |
| 6    | Pirjo Manninen               | 186    |
| 7    | Olga Danilowa                | 138    |
| 8    | Hilde Gjermundshaug Pedersen | 138    |
| 9    | Beckie Scott                 | 130    |
| 10   | Marit Roaldseth              | 123    |

| Rang | Name               | Punkte |
| ---- | ------------------ | ------ |
| 1    | Kristina Šmigun    | 601    |
| 2    | Stefania Belmondo  | 585    |
| 3    | Larissa Lasutina   | 553    |
| 4    | Julija Tschepalowa | 511    |
| 5    | Olga Danilowa      | 486    |
| 6    | Bente Martinsen    | 455    |
| 7    | Nina Gawriljuk     | 439    |
| 8    | Kaisa Varis        | 379    |
| 9    | Swetlana Nageikina | n. a.1 |
| 10   | Anita Moen         | 225    |

| Rang | Name               | Punkte |
| ---- | ------------------ | ------ |
| 1    | Larissa Lasutina   | 360    |
| 2    | Kristina Šmigun    | 266    |
| 3    | Olga Danilowa      | 256    |
| 4    | Kaisa Varis        | 241    |
| 5    | Bente Martinsen    | 216    |
| 6    | Nina Gawriljuk     | 213    |
| 7    | Stefania Belmondo  | 211    |
| 8    | Swetlana Nageikina | n. a.1 |
| 9    | Olga Sawjalowa     | 149    |
| 10   | Anita Moen         | 140    |

1 aufgrund eines Fehlers in der FIS-Datenbank genaue Punkte nicht bekannt

## Nationencup
| Rang | Land     | Punkte |
| ---- | -------- | ------ |
| 1    | Norwegen |        |
| 2    | Russland |        |
| 3    | Italien  |        |

| Rang | Land     | Punkte |
| ---- | -------- | ------ |
| 1    | Norwegen |        |
| 2    |          |        |
| 3    |          |        |

| Rang | Land     | Punkte |
| ---- | -------- | ------ |
| 1    | Russland |        |
| 2    |          |        |
| 3    |          |        |